# Ann Laura Stoler
Ann Laura Stoler est une historienne et anthropologue née en 1er avril 1949. 
Elle est professeure à la The New School à New York.
Elle est spécialiste d'histoire coloniale, d'histoire impériale et de théorie critique de la race.
En mars 2021, à la suite des propos de la ministre de l'enseignement supérieur et de la recherche française Frédérique Vidal sur l'islamo-gauchisme à l'université, Ann Stoler signe avec Arjun Appadurai, Judith Butler et Frederick Cooper une tribune dans Le Monde pour dénoncer une chasse aux sorcières.

## Publications
- Frederick Cooper, Ann Laura Stoler, Tensions of empire : colonial cultures in a bourgeois world, University of California Press, 1997, 470 p. (ISBN 0-520-20605-3, lire en ligne), p. 225
- (en) Ann Stoler, Imperial Formations, School for Advanced Research Press, 2007, 429 p. (ISBN 978-1-930618-73-2)
- Along the Archival Grain: Epistemic Anxieties and Colonial Common Sense, Princeton University Press, 2008
- La Chair de l’Empire : Savoirs intimes et pouvoirs raciaux en régime colonial, Paris: La Découverte, 2013
- Repenser le Colonialisme avec Frederick Cooper (Paris: Payot, 2013)
- Ann Laura Stoler, Au cœur de l'archive coloniale. Questions de méthode, Paris, EHESS, coll. « En temps & lieux », 2019, 392 p., préface d'Arlette Farge,  (ISBN 9782713227738).